# Robert P. Higgins
Pour les articles homonymes, voir Higgins.
Robert P. Higgins, né à Denver au Colorado le 8 octobre 1932 et mort le 18 décembre 2022 à Asheville, est un zoologiste marin américain. Il a étudié notamment les kinorhynches, les loricifères, les tardigrades et les crustacés.
Il a travaillé à l'Université Duke puis à la Smithsonian Institution puis à l'Université de Caroline du Nord à Asheville, depuis 1996 il est retraité.

## Taxons nommés en son honneur
- Parastygarctus higginsi Renaud-Debyser, 1965
- Halicaris higginsi Newell, 1984
- Echinoderes higginsi Huys & Coomans, 1989
- Araphura higginsi Sieg & Dojiri, 1989
- Halicryptus higginsi Shirley & Storch, 1999
- Ptychostomella higginsi Clausen, 2004
- Fissuroderes higginsi Neuhaus & Blasche, 2006
- Typhlamphiascus higginsi Chullasorn 2009

## Quelques taxons décrits
- Cryptorhagina Higgins, 1968
- Condyloderes Higgins, 1969
- Dracoderidae Higgins & Shirayama, 1990
- Dracoderes Higgins & Shirayama, 1990
- Nanaloricus gwenae Kristensen, Heiner & Higgins, 2007
- Neocentrophyes Higgins, 1969
- Neocentrophyidae Higgins, 1969
- Paracentrophyes Higgins, 1983
- Pliciloricidae Higgins & Kristensen, 1986
- Pliciloricus dubius Higgins & Kristensen, 1986
- Pliciloricus enigmaticus Higgins & Kristensen, 1986
- Pliciloricus gracilis Higgins & Kristensen, 1986
- Pliciloricus orphanus Higgins & Kristensen, 1986
- Pliciloricus profundus Higgins & Kristensen, 1986
- Pliciloricus Higgins & Kristensen, 1986
- Rugiloricus carolinensis Higgins & Kristensen, 1986
- Rugiloricus cauliculus Higgins & Kristensen, 1986
- Rugiloricus ornatus Higgins & Kristensen, 1986
- Rugiloricus Higgins & Kristensen, 1986
- Sphenoderes Higgins, 1969
- Sphenoderes indicus Higgins, 1969
- Zelinkaderes Higgins, 1990
- Zelinkaderidae Higgins, 1990